# PGC 214933
LEDA/PGC 214933 ist eine Radiogalaxie im Sternbild Fische auf der Ekliptik. Sie ist schätzungsweise 436 Millionen Lichtjahre von der Milchstraße entfernt und hat einen Durchmesser von etwa 80.000 Lichtjahren. Vom Sonnensystem aus entfernt sich das Objekt mit einer errechneten Radialgeschwindigkeit von näherungsweise 9.600 Kilometern pro Sekunde.
Im selben Himmelsareal befinden sich unter anderem die Galaxien PGC 70998, PGC 71023, PGC 71034, PGC 1311034.